# Богданы (Киевская область)
Богданы́ (укр. Богдани) — село, входит в Вышгородский район Киевской области Украины.
Население по переписи 2001 года составляло 93 человека. Почтовый индекс — 07310. Телефонный код — 4596. Занимает площадь 0,6 км². Код КОАТУУ — 3221880801.

## Местный совет
07310, Київська обл., Вишгородський р-н, с. Богдани, вул. Київська,30, тел.04596 -
3-81-41

## Галерея

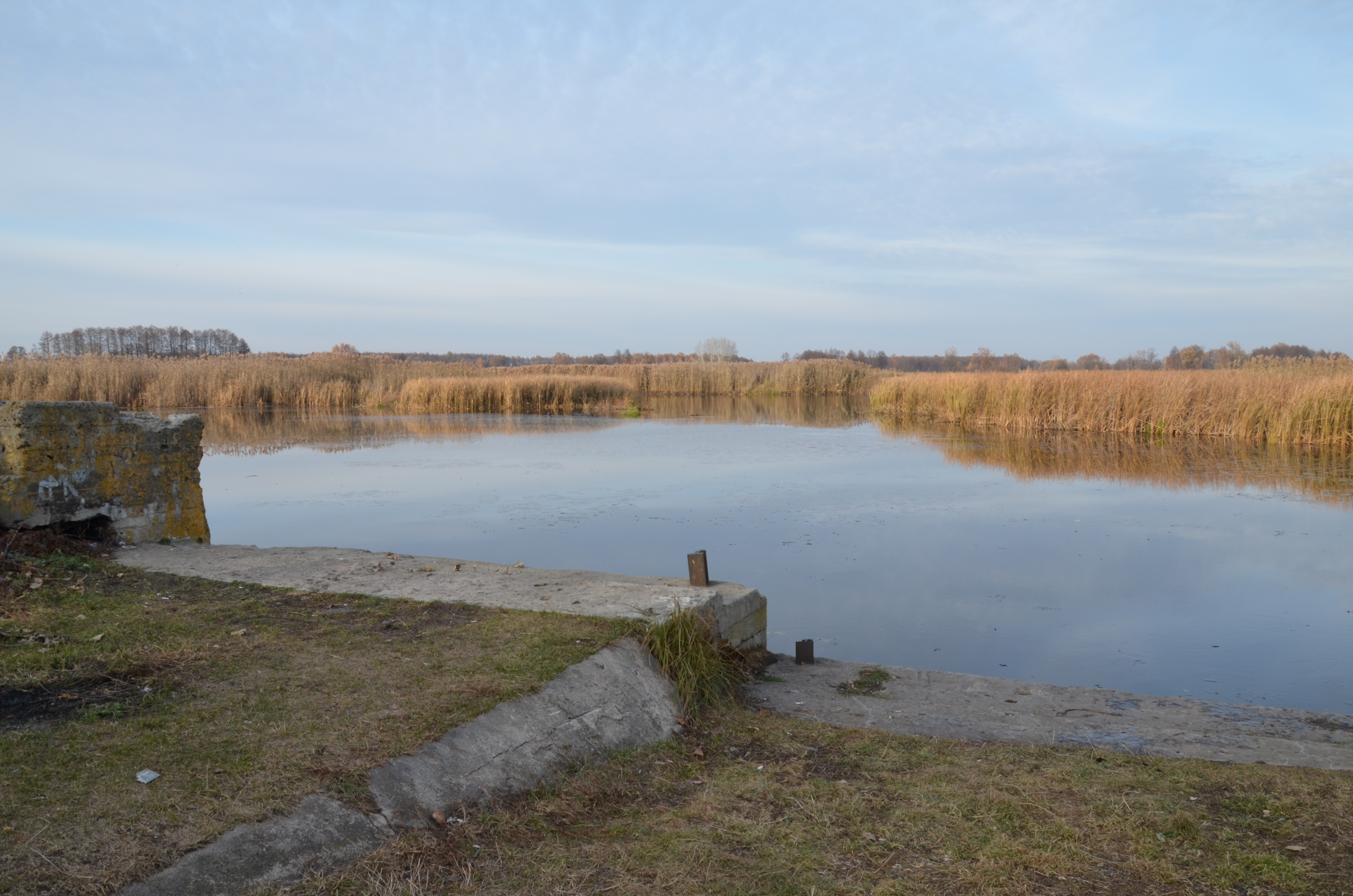
Бывшая пристань в Богданах
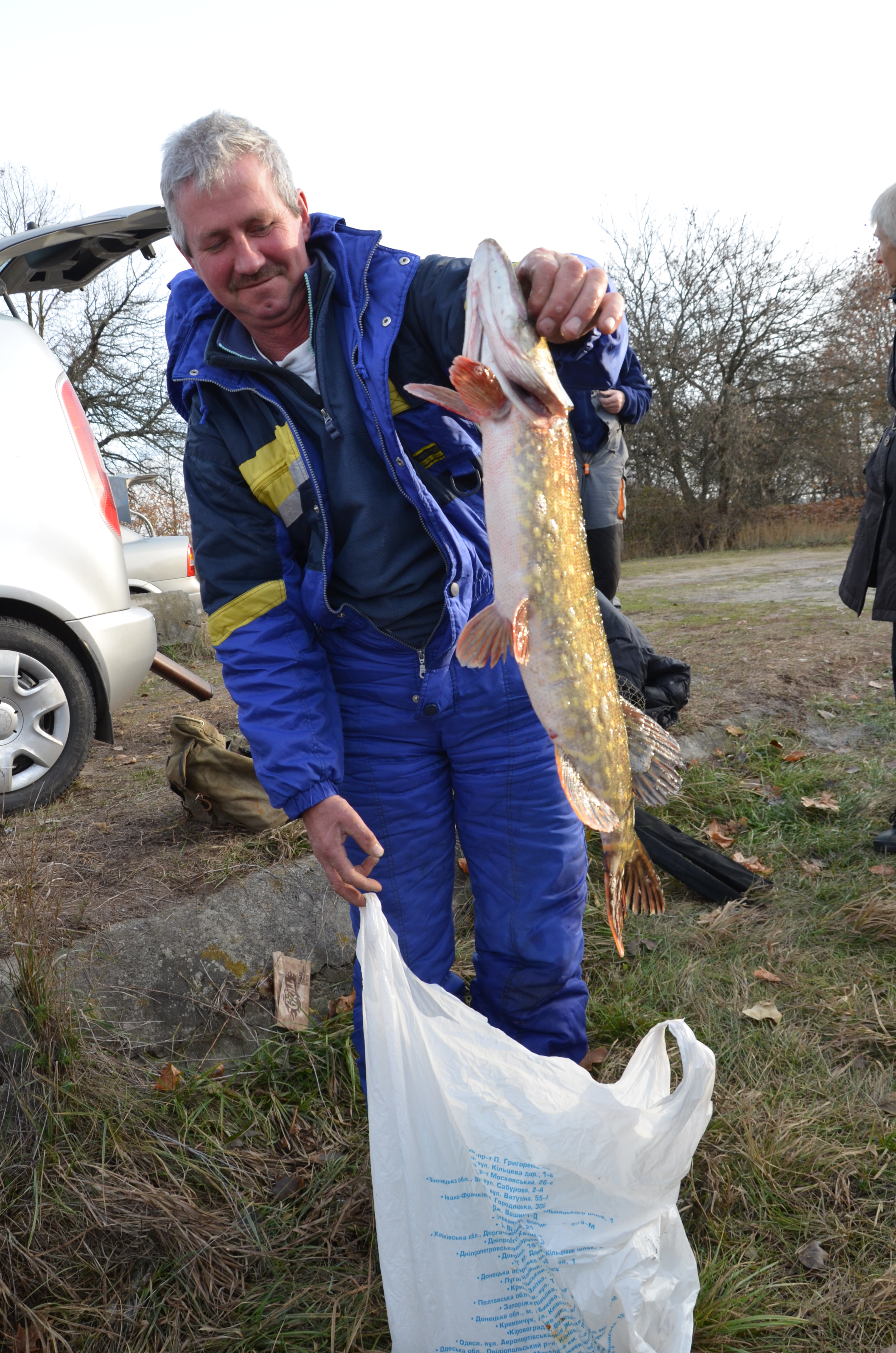
Удачная рыбалка в Богданах